# Пам'ятник воїнам-односельчанам (Рогізне)
Пам'ятник воїнам-односельчанам — монумент у селі Рогізне на Рівненщині, присвячений радянським воїнам, які загинули на фронтах Другої світової війни. Пам'ятка історії місцевого значення.

## Опис
Розміри: висота — 3 м. Матеріал — граніт. Пам'ятник встановлений в 1965 році, виготовлений майстернями Ровенського комбінату комбінату підприємств.
Обеліск пірамідальної форми знаходиться біля Будинку культури. На обеліску текст
«Вічна слава синам Батьківщини, які загинули за її свободу і незалежність. 1941—1945»
Тут же меморіальна дошка з іменами загиблих:
- Грабовський І. З.
- Косовський Є. І.
- Грабовський І. Г.
- Кучма М. М.
- Грабовський М. З.
- Кушнір Є. А.
- Данчук І. Ф.
- Марушкевич С. М.
- Дикун Є. Д.
- Маргосюк І. С.
- Драніс А. Л.
- Маргосюк Д. М.
- Драніс Т. Л.
- Олійник Є. Ф.
- Здрілко А. С.
- Пащук А. Д.
- Кашуба М. Л.
- Пограничний Н. Д.
- Кашуба Є. П.
- Пограничний П. Я.
- Кашуба А. М.
- Скальський К. П.
- Шаранда А. М.
- Теслюк С. П.
- Шиманський Г. О.
- Теслюк М. М.
- Тичинюк М. М.
- Теслюк М. Г.

## Нинішній стан
У 2016 році за ініціативи місцевого священика на вершині обеліска встановлено металевий хрест. За переконаннями місцевих жителів, пам'ятник зведений на місці братської могили радянських вояків.
Щорічно до Дня Перемоги відбувається вшанування пам'яті, проводяться урочисті заходи, покладаються квіти.

## Галерея

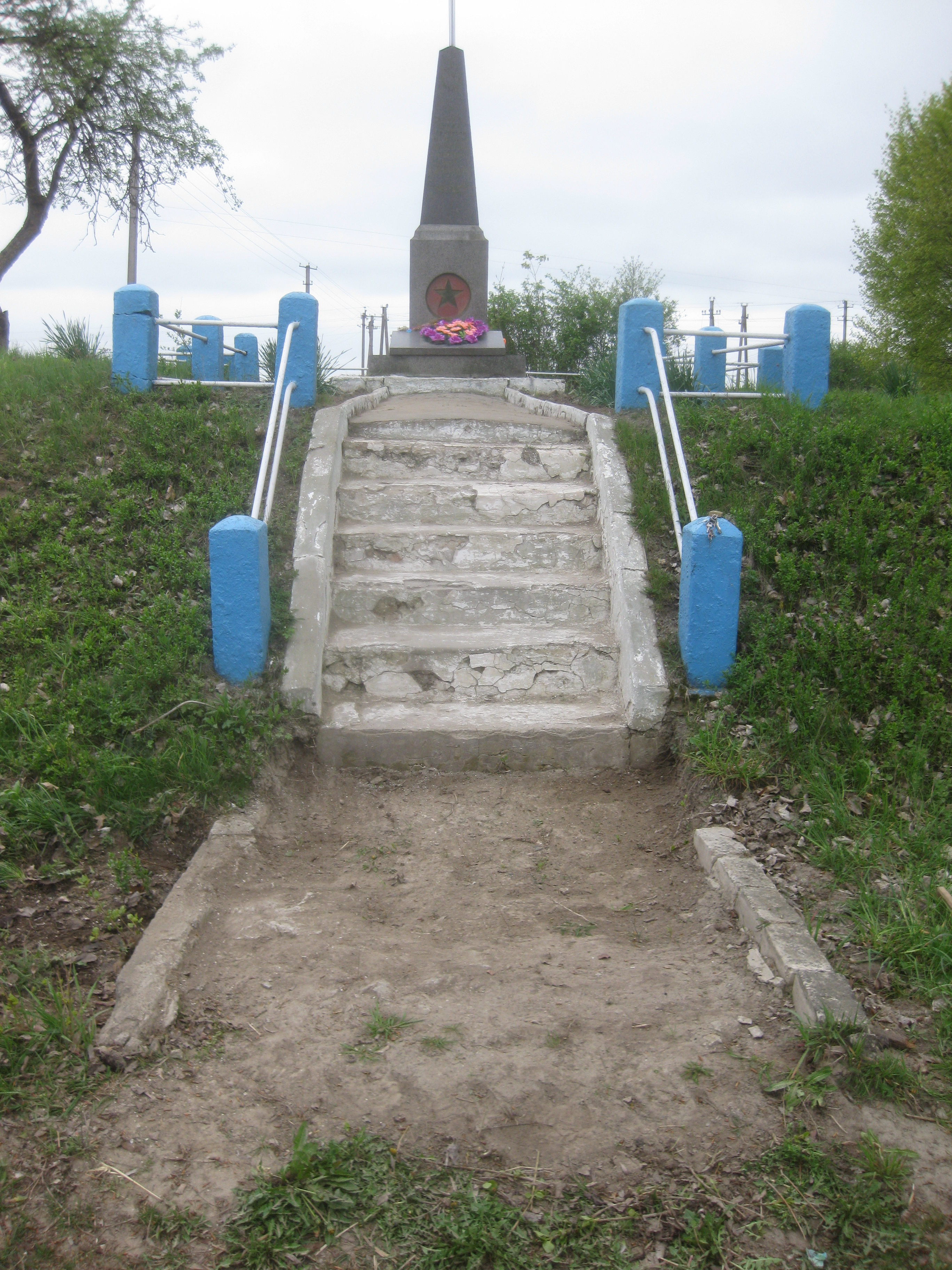
Пам’ятник воїнам-односельчанам з вулиці
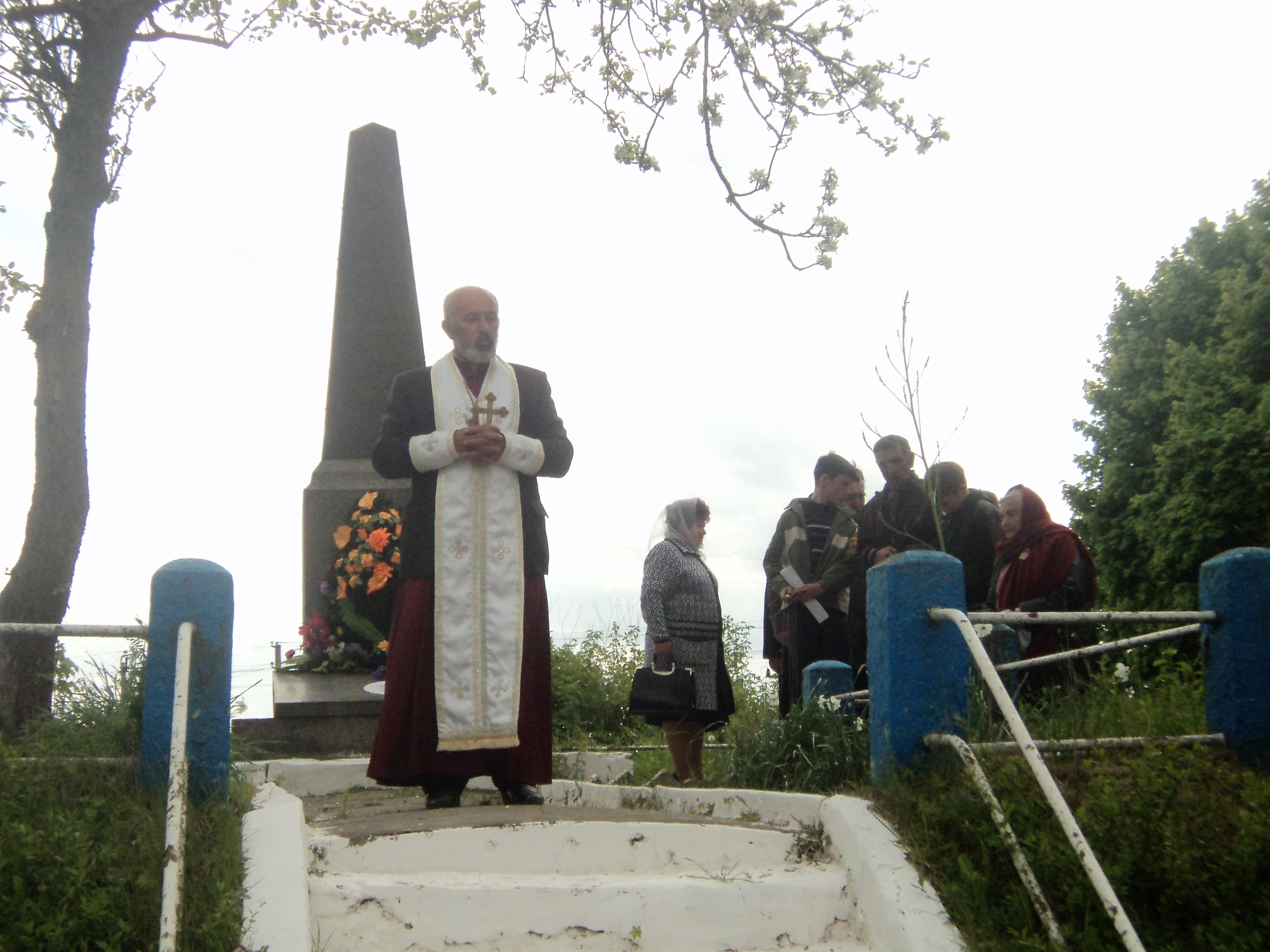
Під час вшанування
Прибирання території під час весняної толоки